# Enteromius choloensis
Enteromius choloensis é uma espécie de peixe actinopterígeo da família Cyprinidae.
Apenas pode ser encontrada no Malawi.
Os seus habitats naturais são: rios.